# Leucula festiva
Leucula festiva är en fjärilsart som beskrevs av Pieter Cramer 1775. Leucula festiva ingår i släktet Leucula och familjen mätare. Inga underarter finns listade i Catalogue of Life.